# Allotropie de l'oxygène
L'allotropie de l'oxygène désigne la faculté de l'oxygène à exister sous différentes formes. La forme la plus familière est le dioxygène (O2), présent à des niveaux significatifs dans l'atmosphère terrestre. L'ozone (O3) est également un allotrope, tout comme l'oxygène atomique (O), le tétraoxygène (O4) et l'oxygène solide dont O8 et une phase métallique.

## Oxygène atomique
L'oxygène atomique est un composant de la haute atmosphère terrestre (mésosphère et basse thermosphère), produit par photolyse de l'oxygène moléculaire. Il joue un rôle dans l'érosion des satellites en orbite basse et est utilisé en restauration d'œuvres d'art.

## Dioxygène
Le dioxygène (O2) est présent à des niveaux significatifs dans l'atmosphère terrestre. Il forme l'oxygène triplet (en) dans son état fondamental (3Σ-
g) et l'oxygène singulet (O2*) dans deux états excités (1Δg et 1Σ+
g).

## Ozone
L'ozone (ou trioxygène) est une substance de formule chimique O3 : ses molécules sont triatomiques, formées de trois atomes d'oxygène.
L'ozone est naturellement présent dans l'atmosphère terrestre, formant dans la stratosphère la couche d'ozone, située entre 13 et 40 km d'altitude. Cette couche d'ozone intercepte plus de 97 % des rayons ultraviolets du Soleil. L'ozone est cependant un polluant dès lors qu'il est situé dans les basses couches de l'atmosphère (la troposphère). En effet, il agresse alors le système respiratoire des animaux et peut brûler les végétaux les plus sensibles. Cet oxydant énergique agresse les cellules vivantes et peut être responsable de phénomènes de corrosion accélérée de polymères (« craquelage d'élastomères par l'ozone »).
Contrairement au dioxygène qui lui est inodore, l'ozone est perceptible par l'odorat humain (décelable dès la concentration de 0,01 ppm,). Son odeur est caractéristique et peut rappeler celle de l'eau de Javel. Elle est généralement perceptible dans les endroits confinés où règne un champ électrique important (transformateur haute tension, échelle de Jacob, tubes UV, allume-gaz). Respiré en grande quantité, l'ozone est toxique et provoque la toux.

## Tétraoxygène
Le tétraoxygène (O4) a été théorisé dans le début des années 1900 et a été identifié pour la première fois en 2001 à partir de la neutralisation d'O4+. O4 a été envisagé comme constituant de la phase ε de l'oxygène solide avant la détection de l'octaoxygène.

## Oxygène solide
Six phases de l'oxygène sont connues : α, β, δ, ε, γ, ζ. La phase ε est constituée de molécules d'octaoxygène ((O2)4). La phase ζ est métallique au-dessus de 96 GPa et devient supraconductrice en dessous de 0,6 K,.